# Jens Corssen
Jens Corssen (* 30. April 1942 in Berlin) ist ein deutscher Diplompsychologe, kognitiver
Verhaltenstherapeut, psychologischer Berater und Autor. Als Spezialist für mentale Selbstführung (Inner Coaching) berät er Führungskräfte aus den Bereichen Wirtschaft und Medien, aber auch Fußballprofis. Mit der von ihm entwickelten Philosophie und Praxis des Selbst-Entwicklers vereint er seit den 70er Jahren psychologische mit pragmatischen Ansätzen für Persönlichkeitsentwicklung, Veränderungsprozesse und Zielerreichung. Seit 2011 hält er Vorträge an deutschsprachigen Schulen zum Thema Umgang mit Stress und Niederlagen.

## Leben und Karriere
Jens Corssen studierte an der Universität München Psychologie. Schon während der letzten Semester beschäftigte er sich dabei, gemeinsam mit seinem Studienkollegen und Freund Michael Kronberger, mit therapeutischen Alternativen zur tiefenpsychologisch orientierten Psychoanalyse. Nach dem Examen führte dies 1970 zur Gründung der ersten privaten Praxis für Verhaltenstherapie in Deutschland. Im wissenschaftlichen Kontext ließen Corssen und Kronberger ihre Klienten durch spielerisches Lernen neue Erfahrungen machen. Die heutige neurobiologische Forschung legt nahe, dass vor allem emotionalisierendes Erleben zu neuen neuronalen Verknüpfungen im Gehirn führt und eine Persönlichkeitsentwicklung in Gang setzen kann.
Binnen kurzer Zeit wurde Corssen zu einem der maßgebenden praktizierenden „Psychologen neuer Prägung“. Parallel dazu arbeitete er als Kolumnist und hatte regelmäßige eigene Radio- und Fernsehsendungen. Am bekanntesten wurde hier das „Jens Corssen Telefon“, das von 1985 bis 1996 als psychologische Lebenshilfe live im Radio ausgestrahlt wurde. Verantwortliche Redakteurin war Patricia Riekel, die mit Corssen auch ein Buch zur Sendung schrieb.
Ab Mitte der 1990er Jahre verlegte Corssen den Schwerpunkt seiner Tätigkeit auf das Persönlichkeitstraining von Führungskräften. Mit dem von ihm geschaffenen Konzept eine „Selbst-Entwicklers“ arbeitete er als Referent und Keynote-Speaker bei Seminaren und Veranstaltungen in Deutschland, Österreich und der Schweiz.
Jens Corssen ist seit 1978 verheiratet und lebt mit seiner Frau Julia in München.

## Publikationen
Bücher
- mit Patricia Riekel: Ab heute ändere ich mich: Problemlösung in Lebenskrisen. Heyne Verlag, München 1988, ISBN 3-453-03108-3.
- mit Barbara Schmidt: Mut zum Glück. 1997.
- Der Selbstentwickler: Das Corssen Seminar. 2004.
- mit Christiane Tramitz: Ich und die anderen. Als Selbst-Entwickler zu gelingenden Beziehungen. Knaur, München 2014, ISBN 978-3-426-65541-2.
- Das Corssen-Prinzip: Die vier Werkzeuge für ein freudvolles Leben – Der Graphic Coach zur Selbstentwickler®-Methode. Arkana Verlag München 2016, ISBN 978-3-442-34167-2.
- mit Stephanie Ehrenschwendner: Lieben. Kailash, München 2020, ISBN 978-3-424-63212-5.

Hörbuch
- Als Selbst-Entwickler zu privatem und beruflichem Erfolg. 2006.
- The Way of The Self-Developer: Your Path to Personal and Professional Success. 2013.
- Jens Corssen: Zu Gelassenheit und gehobener Gestimmtheit. Campfire Media 2015.
- Familienglück: Wir packen das mit der Erziehung mal anders an! Argon Verlag 2015, ISBN 978-3-8398-8093-7.

Zeitschriftenbeitrag
- Das Leben lieben lernen. In: emotion. Juli 2014, S. 60–61. (Interview: Kathrin Halfwassen)